# Liste der Monuments historiques in La Chapelle-en-Vexin
Die Liste der Monuments historiques in La Chapelle-en-Vexin führt die Monuments historiques in der französischen Gemeinde La Chapelle-en-Vexin auf.

## Liste der Bauwerke
| Bezeichnung       | Beschreibung                  | Standort | Kennzeichnung | Schutzstatus | Datum | Bild           |
| ----------------- | ----------------------------- | -------- | ------------- | ------------ | ----- | -------------- |
| Kirche St-Nicolas | Erbaut ab dem 12. Jahrhundert | (Lage)   | PA95000002    | Inscrit      | 1997  | weitere Bilder |

## Liste der Objekte
- Monuments historiques (Objekte) in La Chapelle-en-Vexin in der Base Palissy des französischen Kultusministeriums